# Bailey, North Carolina
Bailey är en ort i Nash County, North Carolina, USA.